# Целлобиоза
Целлобиоза — 4-(β-глюкозидо)-глюкоза, дисахарид, состоящий из двух остатков глюкозы, соединённых β-глюкозидной связью; основная структурная единица целлюлозы.

Существует в двух формах: α-целлобиоза — β-D-глюкопиранозил-(1,4)-α-D-глюкопираноза, β-целлобиоза — β-D-глюкопиранозил-(1,4)-β-D-глюкопираноза.

## Физические свойства
Белое кристаллическое вещество, хорошо растворимое в воде и в 45—48° спирте. Плохо растворима в 96° спирте и эфирах. Молекулярная масса — 342,30 г/моль. Температура плавления — 225 °C. Оптически активна, мутаротирует в растворе.

## Химические свойства
Для целлобиозы характерны реакции с участием альдегидной (полуацетальной) группы и гидроксильных групп, может образовывать гликозиды со спиртами, аминами, другими моносахаридами. При кислотном гидролизе или под действием фермента β-глюкозидазы расщепляется с образованием 2 молекул глюкозы:
{\displaystyle {\ce {C12H22O11 + H2O -> 2 C6H12O6}}}
Получают целлобиозу ферментативным гидролизом целлюлозы. В свободном виде целлобиоза содержится в соке некоторых деревьев.

## Биологическая роль
Целлобиоза образуется при ферментативном гидролизе целлюлозы бактериями, обитающими в желудочно-кишечном тракте жвачных животных. Затем целлобиоза расщепляется бактериальным ферментом β-глюкозидазой (целлобиазой) до глюкозы, что обеспечивает усвоение жвачными целлюлозной части биомассы.